# Spirorbis coronatus
Spirorbis coronatus är en ringmaskart som beskrevs av Zachs 1933. Spirorbis coronatus ingår i släktet Spirorbis och familjen Serpulidae. Inga underarter finns listade i Catalogue of Life.